# Espacio en blanco (artes visuales)
En maquetación, ilustración y escultura, el espacio en blanco suele denominarse espacio negativo. Es la parte de una página que queda sin marcar: márgenes, medianiles y espacios entre columnas, líneas tipográficas, gráficos, figuras u objetos dibujados o representados, y no necesariamente es blanca si el fondo es de otro color. El término procede de la práctica del diseño gráfico, donde los procesos de impresión generalmente utilizan papel blanco. El espacio en blanco puede ser un elemento de diseño y no solo un espacio en blanco.
Cuando el espacio es escaso, como en algunos tipos de publicidad en revistas, periódicos y páginas amarillas, el espacio en blanco se restringe para incluir la mayor cantidad de información posible en la página. Una página llena de texto o gráficos con muy poco espacio en blanco puede parecer abarrotada y difícil de leer.  Algunos diseños compensan la falta de espacio en blanco con el uso de interlineados y la tipografía (tipos de letra). Se pueden dejar espacios en blanco amplios intencionalmente, con el propósito de dar una apariencia considerada clásica, elegante o rica.